# Porto Walter (kommun)
Porto Walter är en kommun i Brasilien.   Den ligger i delstaten Acre, i den västra delen av landet, 2 800 km väster om huvudstaden Brasília. Antalet invånare är 9 172.
Följande samhällen finns i Porto Walter:
- Porto Walter

I omgivningarna runt Porto Walter växer i huvudsak städsegrön lövskog. Trakten runt Porto Walter är nära nog obefolkad, med mindre än två invånare per kvadratkilometer.